# Geórgios Roméos
Geórgios Roméos (né le 14 avril 1934 à Corfou et mort le 24 février 2023) est un homme politique grec. Il est député européen.